# Ribécourt-la-Tour

Ribécourt-la-Tour este o comună în departamentul Nord, Franța. În 1 ianuarie 2022 avea o populație de 378 de locuitori.